# Zorlențu Mare (gmina)
Zorlențu Mare – gmina w Rumunii, w okręgu Caraș-Severin. Obejmuje miejscowości Zorlențu Mare i Zorlencior. W 2011 roku liczyła 1015 mieszkańców.